# СКА-Алай
«СКА-Алай» (кирг. СКА-Алай) — киргизський футбольний клуб, який представляє с. Гульча Ошської області. В останні роки представляв місто Ош.

## Хронологія назв
- 19??: ФК «Алай» (Гульча).
- 1994: ФК «Алай-Ошпирим» (Гульча).
- 1995: ФК «Алай» (Гульча).
- 1998: ФК «СКА-Алай» (Ош).

## Історія
Команду було засновано в селищі Гульча Ошської області під назвою ФК «Алай». В 1992 році ФК «Алай» дебютував у вищій лізі чемпіонату Киргизстану та посів високе 6-те місце (з 12-ти команд-учасниць). Наступний сезон команда провела дещо гірше та посіла 12-те місце серед 17-ти команд-учасниць. В 1994 році команда змінила свою назву на ФК «Алай-Ошпирим». Того року в національному чемпіонаті зайняла 7-му позицію (серед 14-ти команд-учасниць). Але вже 1995 року повернулася до колишньої назви, під якою й продовжила виступи. За підсумками першого етапу в Зоні Б посіла 2-ге місце та вийшла до фінальної частини чемпіонату, в якій зайняла передостаннє 7-ме місце. В 1996 році за підсумками чемпіонату посіла 5-те місце, в 1997 році — 7-ме, а в 1998 році — вже під іншою назвою, ФК «СКА-Алай» (Ош), посіла 8-ме місце в Групі Б та не пройшла до фінальної частини чемпіонату. В 1999 році клуб у вищому дивізіоні чемпіонату Киргизстану вже не виступав.
В 1992 році команда дебютувала у кубку Киргизстану, в якому в 1/8 фіналу поступилася столичному «Інструментальнику» з рахунком 0:2. Наступного року на стадії 1/16 фіналу клуб поступився «Ак-Алтину» з рахунком 0:1. В 1994 році ФК «Алай» (Гульча) дійшов до 1/4 фіналу, в якому поступився «Семетею (Кизил-Кія)». В 1995 році команда знову дійшла до 1/4 фіналу, ця стадія складалася з двох поєдинків. У першому, на виїзді, «Алай» поступився «Семетею (Кизил-Кія)» з орзгромним рахунком 0:7. Тому матч-відповідь фактично перетворився на звичайну формальність, але «Алай» зміг мінімально здолати суперника з рахунком 2:1. Проте для виходу до наступної стадії цього не вистачило, отож турнірний шлях продовжив «Семетей». Наступного року вболівальники клубу стали свідками Ошського дербі. Завдяки відмовам суперників «Алаю», команда відразу потрапила до 1/4 фіналу. На цій стадії їй протистояв «Алай» (Ош). Як і минулого року на цій стадії проводилося два поєдинки. В першому, на виїзді, команда з с.Гульча сенсаційно з рахунком 3:1 переграла своїх більш іменитих суперників. У матчі-відповіді знову була зафіксована сенсаційна перемога сільської команди, цього разу мінімальна — 2:1. Таким чином, клуб досяг найбільшого успіху в своїй історії — вийшов до півфіналу національного Кубку, в якому за сумою двох поєдинків з рахунком 1:3 поступився «Металургу» (Кадамжай). В 1997 році в 1/8 фіналу «Алай» поступився з рахунком 2:3 «Семетею-Динамо (Кизил-Кія)», а в 1998 році припинив боротьбу в 1/16 фіналу, коли у серії післяматчевих пенальті поступився «Автосервісу» з Кара-Суу. Востаннє команда мала виступити в національному кубку в 1999 році, коли відмовилася від участі в 1/16 фіналу.

## Досягнення
- Топ-Ліга
  - 5-те місце (1): 1996

- Кубок Киргизстану
  - 1/2 фіналу (1): 1996

## Відомі гравці
- Аблрай уулу Кубатбек
- А.Абдуллаєв
- Іном Абдуллаєв
- Болот Абдикаликов
- Алмаз Абдилдаєв
- Бахтияр Адамов
- Еркін Аденов
- Адибек Ажибаєв
- Нурпаїз Асанов
- Нурлан Базарбаєв
- Олексій Баннов
- Баргибай уулу Бакит
- Адинбек Бариєв
- Таалайбек Бекмурзаєв
- Олександр Воробйов
- Ігор Воробйов
- Сергій Гайзитдінов
- Ільгиз Галієв
- Едуард Гнейдинг
- Манучар Гогуа
- Олексій Григор'єв
- Михаїл Джишкаріані
- Талас Жетибаєв
- Замир Зиятдинов
- Замір Ісманов
- Канатбек Кадиров
- Ладо Качилава
- Канатбек Капаров
- Замир Карабаєв
- Союзбек Карімов
- Олексій Кисельов
- Айбек Кошбеков
- Олександр Кунахов
- Канатбек Маматов
- Амангельди Мамитов
- Наринбек Оморов
- Мирлан Омурзаков
- Валерій Проскурин
- Торубай Разаков
- Рафаель Саліхов
- Адзирак Сапаров
- Ташбай Сасибаєв
- Р.Сироджинов
- Михайло А. Сиротін
- Рахімбек Стамкулов
- Руслан Сидиков
- Ільяс Ташмаматов
- Айдаралі Токтогулову
- Мират Токуров
- Омурбек Туйбаєв
- Жилдизбек Ураїмов
- Гоча Хвічия
- Шавкат Худайбердиєв
- Бесик Цулая
- Чинибеков Калмамат
- Джоні Шаламберидзе
- Бахтибек Шамирбеков
- Сталбек Шамирбеков
- Олег Шевченко
- Джамбул Шонія
- Дамір Ермаматов